# Astrakhan Gladiators
Gli Astrakhan Gladiators sono una squadra di football americano di Astrachan', in Russia.
Hanno raggiunto la finale del campionato nazionale nel 2014.

## Dettaglio stagioni

### Tornei nazionali

#### Campionato russo
| Stagione | regular season | regular season | regular season | regular season | regular season | regular season | playoff | playoff | playoff | playoff | playoff | playoff      | playoff         |
|          | Vin            | Par            | Per            | Tot            | PF             | PS             | Vin     | Per     | Tot     | PF      | PS      | risultato    | avversaria      |
| -------- | -------------- | -------------- | -------------- | -------------- | -------------- | -------------- | ------- | ------- | ------- | ------- | ------- | ------------ | --------------- |
| 2014     | 4              | 0              | 0              | 4              | 218            | 12             | 2       | 1       | 3       | 79      | 73      | Russkij Bowl | Moscow Patriots |
| Totale   | 4              | 0              | 0              | 4              | 218            | 12             | 2       | 1       | 3       | 79      | 73      |              |                 |

Fonti: Enciclopedia del Football - A cura di Roberto Mezzetti

#### Coppa
| Stagione | regular season | regular season | regular season | regular season | regular season | regular season | playoff | playoff | playoff | playoff | playoff | playoff    | playoff            |
|          | Vin            | Par            | Per            | Tot            | PF             | PS             | Vin     | Per     | Tot     | PF      | PS      | risultato  | avversaria         |
| -------- | -------------- | -------------- | -------------- | -------------- | -------------- | -------------- | ------- | ------- | ------- | ------- | ------- | ---------- | ------------------ |
| 2015     | -              | -              | -              | -              | -              | -              | 1       | 1       | 2       | 28      | 39      | Semifinale | Moscow Black Storm |
| Totale   | -              | -              | -              | -              | -              | -              | 1       | 1       | 2       | 28      | 39      |            |                    |

Fonti: Enciclopedia del Football - A cura di Roberto Mezzetti

### Riepilogo fasi finali disputate
| Anno              | Luogo | Evento           | Fase del torneo | Incontro                                  | Risultato |
| 13 settembre 2014 | Mosca | Campionato russo | Russkij Bowl    | Moscow Patriots - Astrakhan Gladiators    | 27 - 12   |
| 17 ottobre 2015   |       | Coppa di Russia  | Semifinale      | Astrakhan Gladiators - Moscow Black Storm | 6 - 36    |